# Boffa
Boffa és una ciutat i port de pescadors a Guinea, a l'estuari del Rio Pongo format pel riu Fatala a la riba del qual es troba Boffa. És capital de la prefectura de Boffa a la regió de Boké. El 2007 tenia uns 30.000 habitants (la prefectura mesura 9.100 km² i té més de 165.000 habitants), però darrerament ha entrat en decadència i el 2014 tenia 27.047 habitants.
Els habitants són bagas i susus (o sousous); la població és el centre comercial per la pesca, per l'arròs, bananes i palma d'oli. Fou una factoria d'esclaus. El 1866 els francesos van establir una posició militar a Baffa i van assegurar la possessió del Rio Pongo. Fou un gran centre exportador de cautxú silvestre entre 1870 i 1914. El seu embarcador, a uns 16 km amunt de la desembocadura del riu, permet l'arribada de vaixells de fins a 5 metres. El pont que permet travessar el riu Fatala, obert el 25 de maig de 2004, ha tret molta feina a la ciutat, ja que ara no és un punt de pas i no hi ha activitat de pas d'una riba a l'altra.